# 영월초등학교 연하분교
영월초등학교 연하분교는 대한민국 강원특별자치도 영월군에 있었던 공립 초등학교이다.

## 학교 연혁
- 1932년 4월 1일: 연하간이학교 개교
- 2023년 2월 28일 : 폐교[2]

## 참고 자료
- 영월초등학교연하분교장 - 한국교육학술정보원 학교알리미